# 皇甫
皇甫（こうほ）は、漢姓の一つである。中国・朝鮮では珍しい複姓（二字姓）である。

## 中国
皇甫（フアンフー）は、中華圏の姓。『百家姓』の418番目。2020年の中華人民共和国の統計では3番目に多い複姓で、6.4万人がいる。台湾の2018年の統計では513番目に多い姓で、125人がいる。

### 由来
『春秋左氏伝』文公11年に宋の戴公の公子、武公の弟でもある公子充石（司徒の皇父充石）が見える。『広韻』や『新唐書』宰相世系表によると、皇父充石の子孫が皇父氏を名乗り、前漢のときに皇父を皇甫に改めたという。

### 著名な人物
- 皇甫規（中国語版） - 後漢の武将。
- 皇甫嵩 - 後漢末の武将。皇甫規の甥。
- 皇甫酈 - 後漢末の政治家。皇甫嵩の甥。
- 皇甫謐 - 西晋の学者、医学者。皇甫嵩の曾孫。
- 皇甫重 - 西晋の武将。
- 皇甫真 - 前燕の武将。
- 皇甫績 - 北周から隋の武将。
- 皇甫冉 - 唐の詩人。
- 皇甫東朝 - 唐から日本に渡ったと記録される楽人。
- 皇甫湜（中国語版） - 唐の文学者。

### 架空の人物
- 皇甫端 - 『水滸伝』の登場人物。

## 朝鮮
皇甫（ファンボ）は、朝鮮人の姓の一つである。2015年の国勢調査による韓国内での人口は10,383人。

### 著名な人物
- 皇甫能長 - 唐から新羅に帰化した皇甫鏡の曾孫。
- 皇甫悌恭（朝鮮語版） - 高麗の豪族。
- 神静王后 - 高麗の王妃。
- 皇甫兪義（朝鮮語版） - 高麗の文臣。
- 皇甫穎（朝鮮語版） - 高麗の文臣。
- 皇甫倬（朝鮮語版） - 高麗の文臣。
- 皇甫抗 - 高麗の文臣。
- 皇甫琦（朝鮮語版） - 高麗の文臣。
- 皇甫林（朝鮮語版） - 高麗、李氏朝鮮の武臣。
- 皇甫仁 - 李氏朝鮮の文臣。
- 皇甫承希 - 韓国の国会議員。
- 皇甫官（ファンボ・グァン） - 韓国のサッカー選手・指導者。
- ファンボ（朝鮮語版） - 韓国の歌手、俳優。本名は皇甫恵貞（ファンボ・ヘジョン）。

### 氏族
| 氏族（本貫） | 始祖     | 人数（2015年） |
| ------------ | -------- | -------------- |
| 白川皇甫氏   |          | 12             |
| 漣川皇甫氏   |          | 11             |
| 英陽皇甫氏   |          | 18             |
| 栄州皇甫氏   |          | 27             |
| 永川皇甫氏   | 皇甫能長 | 10,001         |
| 烏山皇甫氏   |          | 5              |
| 龍川皇甫氏   |          | 6              |
| 利川皇甫氏   |          | 10             |
| 長鬐皇甫氏   |          | 24             |
| 晋州皇甫氏   |          | 12             |
| 昌原皇甫氏   |          | 7              |
| 平壌皇甫氏   |          | 85             |
| 咸平皇甫氏   |          | 72             |

## ベトナム
皇甫（ホアン・フー）は、ベトナムの姓の一つ。

### 著名な人物
- ホアン・フー・ゴク・トゥオン（ベトナム語版）（皇甫玉祥） - ベトナムの作家